# Collégiale Notre-Dame de Quézac
Pour les articles homonymes, voir Collégiale Notre-Dame.

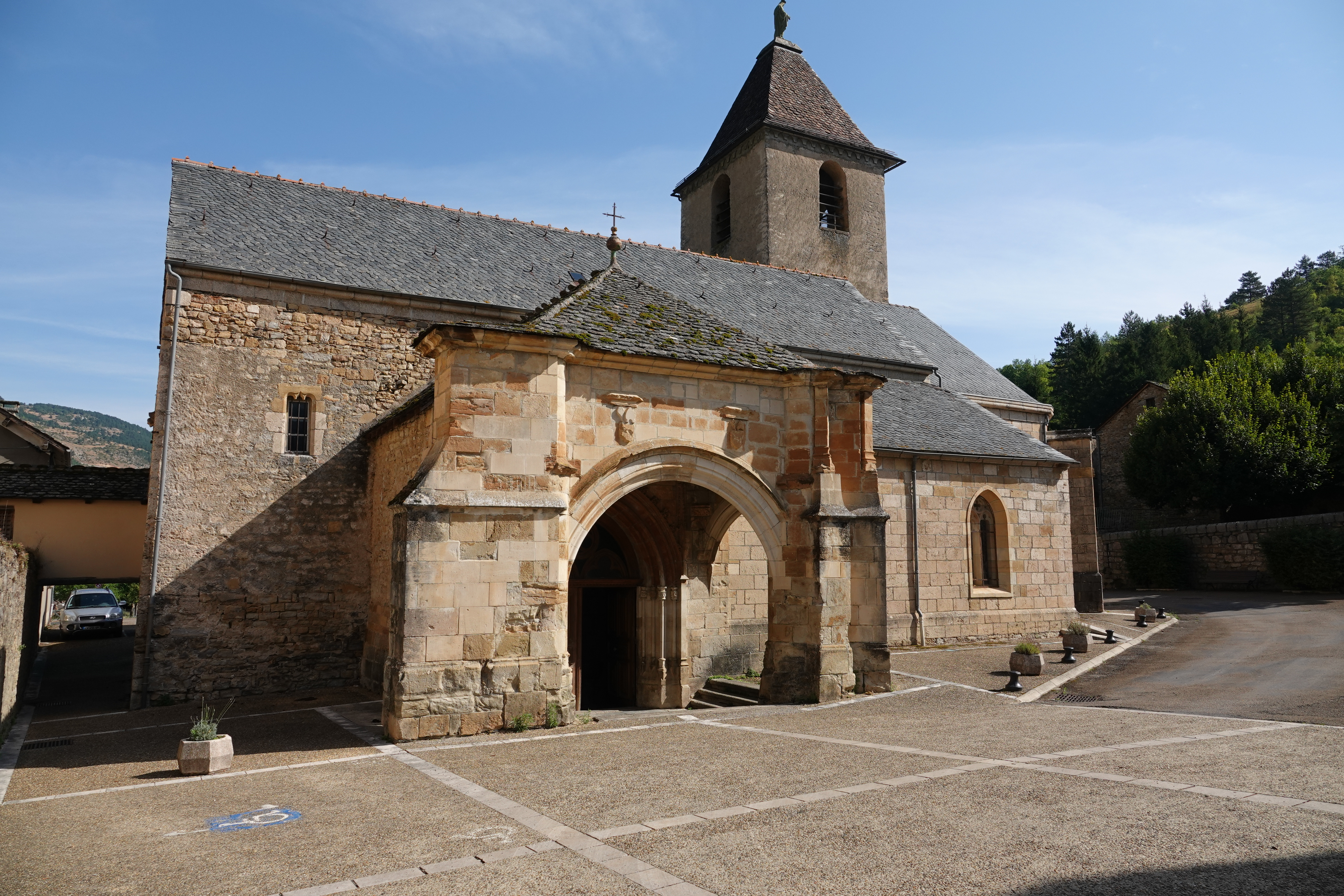
Église Notre-Dame de Quézac.

La collégiale de Quézac, aujourd'hui église Notre-Dame, est une ancienne collégiale située sur la commune française de Quézac dans la haute vallée du Tarn en Lozère. Elle a été fortifiée au XIVe siècle à l'instigation du pape Urbain V.

## Historique
Le premier édifice aurait été construit en 1052 en l'honneur de Notre-Dame de Quézac. Le siège de la paroisse était situé à Javillet à 2 km environ de Quézac. La légende raconte qu'un laboureur trouva une Vierge noire alors qu'il traçait un sillon. Il aurait alors ramené la Vierge dans l'église, mais elle disparut durant la nuit. Le lendemain on la retrouva à nouveau dans le sillon, et l'on décida de construire là un oratoire, où la Vierge l'avait décidé.
Assez rapidement, l'église attire les pèlerins et un prieuré-cure s'installe. En 1365, le pape Urbain V, originaire des environs, érige le prieuré en collégiale, et la fortifie. Ces constructions se font ainsi en même temps que celle du pont de Quézac, dans le but d'améliorer le confort des pèlerins. Il installe alors huit clercs, six chanoines, un doyen et un sacristain en résidence dans la collégiale.
Durant les divers troubles qui affectent la région, la collégiale fortifiée subit plusieurs attaques. Vers 1580, elle subit l'assaut de Matthieu Merle et des huguenots qui ravagent le pays de Gévaudan. L'église est en partie détruite puis reconstruite. Lors des troubles révolutionnaires, la collégiale et l'hôpital qui avait été installé en son sein sont supprimés. L'église est pillée et endommagée mais elle reste debout. Des sœurs ursulines réutilisent les bâtiments de la collégiale vers 1810 mais un incendie les ravage en 1841.
En 1925, l'église est décorée de fresques et de tableaux. Au cours du XIXe ou XXe siècle, l'hôpital est transformé en résidences particulières.
En 1930, le porche est classé monument historique. Le reste de l'église est inscrit en 2017

## Sources et références
1. 1 2  « Église Notre-Dame », notice no PA00103907, sur la plateforme ouverte du patrimoine, base Mérimée, ministère français de la Culture
2. ↑  Géoportail
3. ↑  « Notre-Dame-de-Quézac » (consulté le 5 mars 2012)
4. ↑  Liste des immeubles protégés au titre des monuments historiques en 2017